# ثوم واليشي
ثوم واليشي (الاسم العلمي: Allium wallichii) هو نوع من النباتات يتبع جنس الثوم من فصيلة النرجسية.